# Дудрак
Дудрак (фр. Doudrac) насеље је и општина у југозападној Француској у региону Аквитанија, у департману Лот и Гарона која припада префектури Вилнев сир Лот.
По подацима из 2011. године у општини је живело 108 становника, а густина насељености је износила 12,54 становника/km². Општина се простире на површини од 8,61 km². Налази се на средњој надморској висини од 80 метара (максималној 115 m, а минималној 70 m).

## Демографија
| 1962. | 1968. | 1975. | 1982. | 1990. | 1999. | 2011. |
| ----- | ----- | ----- | ----- | ----- | ----- | ----- |
| 109   | 115   | 103   | 81    | 97    | 101   | 108   |

График промене броја становника у току последњих година